# Estatua de Wellington
La Estatua de Wellington (en inglés: Wellington Statue) es un monumento que normalmente presenta un cono de tráfico en su cabeza, en la plaza Royal Exchange en Glasgow, Escocia, siendo una de las figuras más emblemáticas de la ciudad. En 2011, la guía de Lonely Planet incluyó el monumento a Arthur Wellesley, primer duque de Wellington, en su lista de los "10 monumentos más extraños de la Tierra", junto con la estatua de Rocky Balboa en Žitište, Serbia, y la Catedral Nacional de Washington en Estados Unidos. Situada frente a la Galería de Arte Moderno y en un extremo de la calle Ingramla, la estatua ecuestre del duque de Wellington fue realizada por el artista italiano Carlo Marochetti, y erigida en 1844.